# ザイマックス
株式会社ザイマックス は、東京都港区に本社を置く独立系不動産マネジメント会社である。

## 概要
リクルート（現・リクルートホールディングス）のビル事業部が分社化し、その後独立した、不動産マネジメント会社である。オフィス、商業施設、ホテルの管理を得意としている。
不動産マネジメントの受託実績は、1,076棟、延床面積約590万坪である（2023年1月末日時点）。また、不動産証券化に対応したプロパティマネジメントに力を入れており、上場REIT（J-REIT）であるザイマックス・リート投資法人のスポンサーを務めている他、同投資法人以外のJ-REITからもPM業務を受託している。
会員制サテライトオフィスサービス「ZXY」（ジザイ）や、からくさホテルも展開している。
100%子会社のザイマックス不動産総合研究所により、不動産データ蓄積と情報発信を行っている。

## 沿革
- 1982年（昭和57年）8月 - 株式会社リクルートにビル事業部が創部。
- 1990年（昭和55年）3月 - 株式会社リクルートから分社化し、株式会社リクルートビルマネジメントとして設立。
- 2000年（平成12年）
  - 1月 - マネジメント・バイアウト（MBO）により、リクル―トから独立。
  - 4月 - 株式会社ザイマックスに商号変更。
- 2002年（平成14年）11月 - 三井住友銀行グループと共同で「株式会社マックスリアルティー」を設立。
- 2013年（平成25年）4月 - SGホールディングス子会社のSGリアルティと共同で「SGアセットマックス株式会社」を設立[6]（私募リートのSGAM投資法人を2014年4月に設立、2015年3月に運用開始[7]）。
- 2016年（平成28年）4月 - 常駐オフィス以外でも業務が行えるモバイルワークオフィス「ちょくちょく」開始を発表[8]。
- 2018年（平成30年）
  - 2月15日 - ザイマックス・リート投資法人が東京証券取引所に上場。
  - 12月 - サテライトオフィスサービス「ちょくちょく」を新ブランド「ZXY（ジザイ）」として展開することを発表[9]。
- 2022年（令和4年）10月 - 名古屋鉄道グループと資本業務提携を開始[10]。

## グループ会社
- 株式会社ザイマックス関西
- 株式会社ザイマックス九州
- 株式会社ザイマックス北海道
- 株式会社ザイマックス東海 - 名古屋鉄道と共同出資
- 株式会社ザイマックスインフォニスタ
- 株式会社ザイマックストラスト
- 株式会社ザイマックス不動産投資顧問 - ザイマックス・リート投資法人の資産運用会社
- 株式会社ザイマックス不動産総合研究所
- 株式会社ザイマックス防災テクニカ
- 株式会社マックスセキュリティサービス
- 株式会社ザイマックスサラ
- 株式会社ザイマックスサラ北海道
- 株式会社アイテックス
- 株式会社ザイマックスカレス
- 株式会社ザイマックスカレス北海道
- 株式会社ザイマックスジェペット
- 株式会社メンテナンスファクトリー横浜
- 株式会社メンテナンスファクトリー海老名

- 株式会社メンテナンスファクトリー船橋
- 株式会社メンテナンスファクトリー関西
- 株式会社Karaksaメディアパートナー
- 株式会社ザイマックスグローバルパートナー
- 株式会社からくさホテルズ
- 株式会社からくさホテルズ東京
- 株式会社からくさホテルズ関西
- 株式会社からくさホテルズ札幌
- 株式会社ザイマックストラベルデザイン
- 株式会社南富士カントリー倶楽部
- 株式会社ザ・カントリークラブ・ジャパン
- 株式会社マックスリアルティー - 三井住友銀行グループと共同出資
- SGアセットマックス株式会社 - SGホールディングスグループと共同出資
- 株式会社ジザイめっけ
- 株式会社ザイマックスギノウズ
- 株式会社ザイマックスヴィレッジ
- 株式会社都市開発安全機構

## 広報・スポンサー
- FC今治（Jリーグ） - エグゼクティブパートナー（今治いいとこめっけ！パートナー）[11]
- 加藤未唯（テニス選手）